# Jan Nijlandgemaal
Het Jan Nijlandgemaal is een gemaal in Langelille in de Nederlandse provincie Friesland. Het gebouw is een gemeentelijk monument.
Het Jan Nijlandgemaal is gebouwd in 1929 voor de bemaling van de Groote Veenpolder in Weststellingwerf. Het gemaal is gelegen in de verbinding tussen de Gracht en de Tjonger. Het gemaal van Wetterskip Fryslân heeft twee schroefpompen. De afvoercapaciteit van het elektrisch gemaal is 202 m³ per minuut.